# Julius Schmits
Julius Schmits (* 1855 in Elberfeld (heute Stadtteil von Wuppertal); † April 1916 in Elberfeld) war ein Kunstsammler und Mäzen sowie Stofffabrikant und Stadtverordneter in Elberfeld.

## Leben
Julius Schmits' Vater Julius Adolf Schmits heiratete Luise de Landas, sie hatten zwei Kinder, Luise (1853–1918) und Julius. Von 1883 bis 1895 führte Julius Adolf Schmits die Möbelstofffabrik Julius Schmits & Co. in der Sophienstr. 3 zusammen mit seinem Sohn. Nach seinem Ausscheiden übernahm der Sohn gemeinsam mit Ernst E. Frowein die Leitung. 1901 wurde die Firma liquidiert respektive an die Barmer Teppichfabrik Vorwerk & Co. veräußert.
Julius Schmits heiratete 1881 Ida (geborene Haarhaus) (1861–1954), eine Schwester Selma von der Heydts, der Ehefrau des Kunstsammlers und Mäzens August von der Heydt. Schmits war 1892 einer der Gründer des Elberfelder Museumsvereins und zwischenzeitlich dessen Vorsitzender. Wenige Jahre nach dem Tod des Vaters bezog Julius Schmits die Villa Schmits in der Luisenstraße, an der er innen wie außen weitreichende bauliche Veränderungen vornehmen ließ. Schmits war ein aufgeschlossener und sachverständiger Kunstsammler, der persönliche Kontakte mit zahlreichen französischen Künstlern pflegte, die er selbst in Frankreich besuchte. Für seine Verdienste als Kunstförderer und Mäzen wurde er anlässlich der Eröffnung des Wuppertaler Museums mit dem Roten Adlerorden IV. Klasse ausgezeichnet. Die von Julius Schmits, August von der Heydt und anderen gestifteten Werke des Impressionismus bildeten den Grundstock der modernen Sammlung des Von der Heydt-Museums in Wuppertal.
Nach dem Tod seines Sohnes Günther, der am 11. Januar 1915 in den französischen Argonnen gefallen war, ließ ihm Julius Schmit einen Gedenkstein am gleichnamigen Günther-Schmits-Weg aufzustellen. Der Gedenkstein ist das älteste Wuppertaler Kriegerdenkmal. Nach dem Tod Julius Schmits' lebte seine Ehefrau Ida bis zu ihrem Tod mit kurzen Unterbrechungen weiterhin in der Villa Schmits. Einem Nachruf zufolge war die Villa in der Luisenstraße ein geistiges und gesellschaftliches Zentrum in Elberfeld.
Schmits' zweiter Sohn Walther Schmits (1884–1957) geriet im Ersten Weltkrieg in russische Gefangenschaft in Sibirien. Von dort flüchtete er nach China, wo er für Jahrzehnte lebte. 1952 verließ er China und traf in Sri Lanka Asoka Weeraratna, den Gründer der buddhistischen German Dharmaduta Society, dessen Ziel es war den Buddhismus in Deutschland nach der Nazi- und Kriegszeit wieder zu beleben. Mit Walther Schmits' Hilfe wurde Das Buddhistische Haus in Berlin erworben.

## Stiftungen und Mäzenarbeit

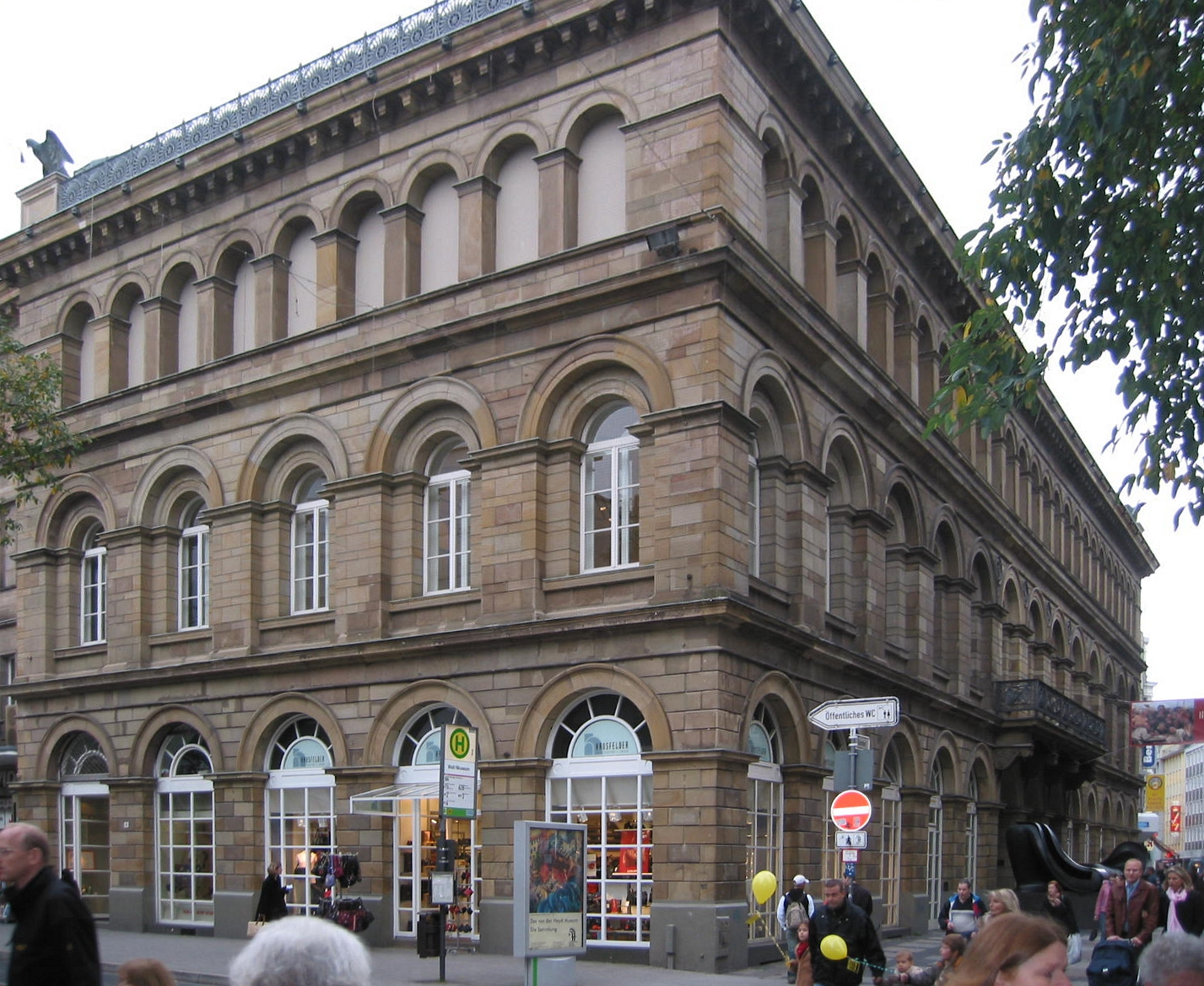
Das Von-der-Heydt-Museum in Wuppertal-Elberfeld, 2005

| Datum          | Stiftung                                              | Zweck                                                                            | Wert         |
| -------------- | ----------------------------------------------------- | -------------------------------------------------------------------------------- | ------------ |
| Mai 1894       | Ankauf von Wäldern                                    |                                                                                  | 10.000 Mark  |
| März 1900      | Gemälde von Ernst Roeber                              | für das Zimmer des Oberbürgermeisters                                            | 3.000 Mark   |
| Juli 1900      | Errichtung eines Neubaus                              | für das Städtische Museum                                                        | 30.000 Mark  |
| November 1900  | Vergrößerung der Adolf Schmits-Stiftung               |                                                                                  | 1.500 Mark   |
| Dezember 1901  | Das Gemälde Die Welle von Auguste Boulard dem Älteren |                                                                                  | 4.000 Mark   |
| Juni 1902      | Skulpturensammlung                                    | für das Städtische Museum                                                        | 3.721 Mark   |
| Februar 1904   | Spulmaschine und Webstuhl                             | für Handwerker- und Gewerbeschule                                                | 1.200 Mark   |
| Januar 1906    | Anlage eines Brausebades am Höchsten                  |                                                                                  | 25.000 Mark  |
| Januar 1906    | Landschaft von John Constable                         | für das Städtische Museum                                                        | 3.000 Mark   |
| Januar 1906    | Ankauf von Gemälden                                   | für das Städtische Museum                                                        | 5.000 Mark   |
| Juni 1909      | Gemälde Vétheuil von Claude Monet                     | für das Städtische Museum                                                        | 10.800 Mark  |
| September 1911 | Vergrößerung der Haarhaus-Stiftung                    |                                                                                  | 5.000 Mark   |
| Mai 1912       | Stiftung an den Verschönerungsverein                  |                                                                                  | 5.000 Mark   |
| Januar 1913    | Verschiedene Gemälde und Kunstgegenstände             | für das Städtische Museum                                                        | 16.750 Mark  |
| Februar 1915   | Günther-Schmits-Stiftung                              | für bedürftige Elberfelder Invaliden                                             | 100.000 Mark |
| Februar 1915   |                                                       | zur Ausschmückung des Ehrenfriedhofs                                             | 1.000 Mark   |
| Juni 1916      | Stiftung an den Museumsverein                         | zum Andenken an den verstorbenen Julius Schmits für ein noch zu erwerbendes Bild | 15.000 Mark  |
| Juni 1916      | Reformierte Gemeinde Elberfeld                        | für die Kriegsbeschädigten und Kriegerwitwen                                     | 20.000 Mark  |
| Juni 1916      | Vaterländischer Frauenverein                          |                                                                                  | 10.000 Mark  |

| Jahr der Stiftung | Künstler                   | Name des Werkes                   | Jahr der Entstehung | Stifter                                                                 | Bemerkungen   |
| ----------------- | -------------------------- | --------------------------------- | ------------------- | ----------------------------------------------------------------------- | ------------- |
| 1898              | Hermann Rüdisühli          | Tempelruine am Meer               | ohne Datum          | Geschenk Julius Schmits und J. Friedrich Wolff                          | 1917 verkauft |
| 1901              | Auguste Boulard der Ältere | Die Welle                         | ohne Datum          | Geschenk J. Friedrich Wolff und Julius Schmits                          |               |
| 1902              | Hans Thoma                 | Olivenbäume bei Tivoli            | ohne Datum          | Geschenk Julius Schmits                                                 |               |
| 1903              | Gustav Schönleber          | Hochwasser in Besigheim           | 1890                | Geschenk Julius Schmits                                                 |               |
| 1906              | John Constable             | Englische Landschaft              | ohne Datum          | Geschenk Julius Schmits                                                 |               |
| 1906              | Carl Schuch                | Hummer, Zinnkanne und Spargelbund | 1884                | Geschenk Julius und Ida Schmits                                         |               |
| 1907              | Alfred Sisley              | Kanal                             | 1884                | Geschenk Julius und Ida Schmits                                         |               |
| 1907              | Wilhelm Leibl              | Bayerisches Mädchen               | 1865                | Geschenk Julius und Ida Schmits                                         |               |
| 1907              | Anselm Feuerbach           | Nanna                             | um 1861             | Geschenk Julius Schmits                                                 |               |
| 1908              | Gustave Courbet            | La Falaise d’Etretat              | um 1869             | Geschenk Julius und Ida Schmits sowie Herrn und Frau J. Friedrich Wolff |               |
| 1910              | Claude Monet               | Vétheuil                          | um 1901             | Geschenk Julius Schmits                                                 |               |
| 1912              | Paul Cézanne               | L’Hermitage à Pontoise            | um 1881             | Geschenk Julius Schmits                                                 |               |
| 1916              | Hans Thoma                 | Eva                               | 1898                | Vermächtnis Ida Schmits                                                 |               |
| 1917              | Hans von Marées            | Badende Knaben (Skizze)           | um 1874             | Geschenk Ida Schmits                                                    |               |
| 1917              | Klaes Molenaer             | Ansicht von Heemstede             | ohne Datum          | Geschenk Ida Schmits                                                    |               |